# Rock 'n' Roll (álbum de Motörhead)
Rock 'N' Roll é o oitavo álbum da banda britânica Motörhead, e a primeira gravação com a formação mais tradicional do grupo, o quarteto composto por Lemmy, Philthy Animal, Würzel e Phil Campbell, que durou de 1987 a 1992. Alcançando apenas a 34ª posição nas paradas do Reino Unido, teve a pior performance de todos os principais trabalhos da banda.
A canção "Eat the Rich" foi composta para o filme homônimo do comediante Peter Richardson, lançado em 1987, e que tinha o elenco de The Comic Strip, além do próprio Lemmy numa participação especial como "Spider." Um sermão falso feito por Michael Palin aparece no fim da canção "Stone Deaf In The USA", que encerrava um dos lados do álbum em suas edições em vinil e cassete.
Um dos estúdios utilizados na gravação do álbum foi o Redwood, em Londres, cujo co-proprietário era Michael Palin. O engenheiro de som que ajudou a banda havia trabalhado em todos os álbuns do Monty Python, grupo de humor a qual Palin pertenceu, e mostrou à banda diversas faixas que nunca haviam sido gravadas pelos Pythons. Palin foi chamado para gravar sua participação e apareceu vestido com um uniforme de jogador de cricket da década de 1940 - com um suéter de gola V e seu cabelo penteado todo para um lado. Lemmy se lembra de Palin entrando no estúdio e perguntando, "Olá, que tipo de coisa faremos agora, então?", e ter-lhe respondido, "Bem, você sabe em The Meaning of Life, tinha esse discurso que começava com "Oh, Senhor -". Ao que Palin respondeu "Ah! Me dê uma catedral", e começou a gravar o seu discurso ("Oh Lord, look down upon these people from Motörhead").
Na opinião de Lemmy Rock 'n' Roll tinha grandes músicas, como "Dogs", "Boogeyman" e "Traitor", que eles tocaram "por anos", porém no geral parecia não funcionar.
O artista responsável pela parte gráfica do álbum, Joe Petagno, teve outras ideias para a sua capa:
Tive esta grande ideia e ninguém queria me ouvir. A capa original de Rock 'n' Roll estava de determinada maneira. Eu disse, "Veja, a língua vai para cima. Esta coisa está levantando... ela deveria estar indo como um foguete. Então é como uma bomba, algum tipo de projétil. Quando terminei, eles disseram, "Não podemos fazer isso subir, não faz sentido algum". Então ela ficou indo para baixo. Não pude convencê-los. Esta porra de banda... (risos)
Rock 'n' Roll renovou as esperanças comerciais da banda nos Estados Unidos, e Lemmy e o resto do grupo se mudaram para Los Angeles. Os fãs americanos pareciam mais dispostos a ver a banda tocar ao vivo e comprar seus álbuns, enquanto os britânicos pareciam ter perdido o interesse pela banda.
| Críticas profissionais                                                      | Críticas profissionais |
| Avaliações da crítica                                                       | Avaliações da crítica  |
| Fonte                                                                       | Avaliação              |
| --------------------------------------------------------------------------- | ---------------------- |
| allmusic                                                                    | [ 3 ]                  |
| Robert Christgau                                                            | (A-)                   |
| Esta tabela precisa de ser acompanhada por texto em prosa. Consulte o guia. |                        |

## Faixas
Todas as faixas foram compostas por Würzel, Campbell, Taylor e Lemmy.
1. "Rock 'n' Roll" – 3:49
2. "Eat the Rich" – 4:34
3. "Blackheart" – 4:03
4. "Stone Deaf in the U.S.A." – 3:40
5. "The Wolf" – 3:28
6. "Traitor" – 3:17
7. "Dogs" – 3:48
8. "All for You" – 4:10
9. "Boogeyman" – 3:07

## Créditos
- Lemmy – baixo, vocais
- Phil Campbell – guitarra
- Würzel – guitarra
- Philthy Animal – bateria